# Antitypona
Antitypona là một chi bọ cánh cứng trong họ Chrysomelidae.
Chi này được Weise miêu tả khoa học năm 1921.

## Các loài
Các loài trong chi này gồm:
- Antitypona louana Bechyne & Springlova de Bechyne, 1976
- Antitypona oedipoda Bechyne & Springlova de Bechyne, 1976
- Antitypona thoa Bechyne & Springlova de Bechyne, 1976